# Camponotus interjectus
Camponotus interjectus é uma espécie de inseto do gênero Camponotus, pertencente à família Formicidae.